# Sinophorus wushensis
Sinophorus wushensis är en stekelart som beskrevs av Sanborne 1990. Sinophorus wushensis ingår i släktet Sinophorus och familjen brokparasitsteklar. Inga underarter finns listade i Catalogue of Life.